# Hải Trường
Hải Trường là một xã thuộc huyện Hải Lăng, tỉnh Quảng Trị, Việt Nam.
Xã Hải Trường có diện tích 44,99 km², dân số năm 1999 là 6.195 người, mật độ dân số đạt 138 người/km².

## Hành chính
Xã Hải Trường được chia thành 5 thôn: Đông Trường, Hậu Trường, Mỵ Trường, Tân Xuân Thọ, Trung Trường.

## Lịch sử
Ngày 16 tháng 6 năm 2025, Ủy ban Thường vụ Quốc hội ban hành Nghị quyết số 1680/NQ-UBTVQH15 về việc sắp xếp các đơn vị hành chính cấp xã của tỉnh Quảng Trị năm 2025. Theo đó, sắp xếp toàn bộ diện tích tự nhiên, quy mô dân số của thị trấn Diên Sanh, xã Hải Trường, xã Hải Định thành xã mới có tên gọi là xã Diên Sanh.